# El milagro de P. Tinto
El milagro de P. Tinto és una pel·lícula espanyola de gènere surrealista-còmica, relatada en retrospectiva, dirigida per Javier Fesser i escrita per ell mateix juntament amb el seu germà Guillermo Fesser. La pel·lícula, estrenada en 1998 va guanyar el Goya als millors efectes especials.

## Sinopsi
P. Tinto (Luis Ciges) està obsessionat amb tenir una gran família, la qual cosa li porta a posar en marxa el seu "projecte", un clàssic dibuix amb escuradents, mostrant una nombrosa família on s'observa un pare, una mare, vuit nens i, al final del dibuix, un gargot d'un ratolí, i sota el lema "Família P. Tinto". En una banqueta de la seva escola, coneix a Olivia Prieto (Silvia Casanova), una noia cega, que se senti al costat d'ell i presa el paper. Passant la seva mà sobre el mateix diu: "Ah, això és just el que necessito; no sé si serà suficient, però és el que busco". P. Tinto s'enamora de la seva mirada (sense saber de seva ceguesa).
En la seva infantesa tots dos senten de casualitat als adults dir que per a tenir nens van fer "tralari, tralarí", estirant i contraient amb els polzes els tirants que sostenen els seus pantalons. Olivia i P. Tinto, d'acord amb el sentit, guarden aquest secret per a quan arribi el moment intentar tenir fills al ritme de "tralari, tralarí". Lògicament allò no els dona cap resultat. A la seva casa, situada al camp, veuen passar els anys, així com l'Exprés Pendular (que passa veloçment cada 25 anys), fins que un dia, després de demanar-li a Sant Nicolau desesperadament que els doni un fill, apareixen dos marcians, José Ramón (Javier Aller) i El Teniente (Emilio Gavira), l'OVNI del qual, un "Desplaçable Aerodinàmic Topolino Coupé XT3", s'avaria de casualitat enfront de la casa dels P. Tinto. Aquest i Olivia, en confondre als marcians amb els fills que han demanat al sant en les seves oracions, acaben per adoptar-los com a fills seus, a pesar que els marcians els expliquen insistentment que venen d'un altre planeta. No obstant això, P. Tinto no sent als "nens" com a propis, per la qual cosa decideix adoptar un nen africà. Llavors apareix Pancho José (Pablo Pinedo), un estranger gegantí escapat d'un manicomi, que porta amb ell una bombona a coll, i P. Tinto contracta Usillos (Janfri Talpera) perquè construeixi una habitació al seu fill "africà", personatge que, a part de ser un constructor excessivament nacionalista, està disposat a convertir-se en un gran ufòleg i treballar per a la NASA.
Amb aquesta singular mescla de personatges comencen a succeir-se divertides i surrealistes històries, viatges en el temps, el tancament de la fàbrica d'oblies de P. Tinto, la vocació sacerdotal d'un dels marcians i, sobretot, l'ànsia de Pancho per tornar a veure a la seva mare, que va morir aixafada per una caixa de formatge de tetilla.

## Repartiment
- P. Tinto: Luis Ciges

- P. Tinto (nen): Andrés Cigues
- P. Tinto (adult jove): Bermúdez

- Olivia: Silvia Casanova

- Olivia (nena): Sonia Casanova
- Olivia (adulta jove): Goizalde Núñez

- Joselito: Pablo Pinedo

- Joselito (nen): Pedro Morales

- Marcà 1, El Teniente: Emilio Gavira
- Marcà 2, José Ramón: Javier Aller[3]
- Usillos: Janfri Topera
- Pare Marcià: Tomás Sáez
- Crispín: Germán Montaner
- Bartolo: Janusz Ziemniak
- Manikomien Direktorr: Pepe Viyuela
- P. Tinto Pare: Juan Manuel Chiapella